# Midnight Love
Albums de Marvin Gaye
In Our Lifetime
(1981) Dream of a Lifetime
(1985)
Midnight Love est le seizième et dernier album studio du chanteur américain Marvin Gaye sorti de son vivant, en octobre 1982. Il contient l'un des plus grands succès de sa carrière, Sexual Healing.
L'opus est certifié triple platine aux États-Unis, et s'est vendu au total de six millions d'exemplaires dans le monde. L'album a été classé 37e sur la liste des meilleurs albums des années 1980 du magazine Rolling Stone et le NME l'a nommé en tant qu'album de l'année en 1983.

## Production
Cet album est marqué par une utilisation constante de la boîte à rythmes Roland TR-808 qui lui donne un son carré et digital, à la modernité impressionnante pour un disque sorti en 1982. Les arrangements si particuliers de Sexual Healing deviendront d'ailleurs la marque de fabrique de nombreux titres soul mid-tempo de la fin des années 1980.
L´album est en partie en enregistré en Belgique, au studio Katy de Marc Aryan.

## Liste des titres
| 1. | Midnight Lady                                  | 5:17 |
| 2. | Sexual Healing (Odell Brown, Gaye, David Ritz) | 3:59 |
| 3. | Rockin' After Midnight                         | 6:04 |
| 4. | Til Tomorrow                                   | 4:57 |
| 5. | Turn On Some Music                             | 5:08 |
| 6. | Third World Girl                               | 4:36 |
| 7. | Joy                                            | 4:22 |
| 8. | My Love Is Waiting (Gordon Banks)              | 5:07 |

## Midnight Love & Sexual Healing Sessions (double album paru en 1996)
Disque 1     
1. Midnight Lady
2. Sexual Healing
3. Rockin' After Midnight
4. 'Til Tomorrow
5. Turn On Some Music
6. Third World Girl
7. Joy
8. My Love Is Waiting

Disque 2     
1. Clique Games (Original Version Of "Midnight Lady")
2. Sexual Healing (Alternate 12-Inch Instrumental)
3. Sexual Healing (Original Vocal Version)
4. Sexual Healing (Alternate Vocal - Mix)
5. Original Version Of "Rockin' After Midnight" I Bet You Wonder
6. Rockin' After Midnight (Instrumental)
7. Baby, Baby, Baby (Original Vocal Version Of "Tif Tomorrow"
8. I've Got My Music (Original Vocal Version Of "Turn On Some Music"
9. Turn On Some Music (Alternate Vocal - Mix)
10. Third World Girl (Original Reggae Version)
11. Third World Girl (Alternate Vocal - Mix)
12. My Love Is Waiting (Alternate Vocal - Mix)
13. Records Staff (Marvin's Message To The Cbs)
14. Sexual Healing (Rehearsa Tape Courtesy Of David Ritz)

## Personnel
- Marvin Gaye – Chant, piano électrique Fender Rhodes, synthétiseur, orgue, batterie, batterie électronique (drum machine), programmation de la batterie électronique, cloches, glockenspiel, vibraphone, cymbales, bongos, congas, cabasas
- Gordon Banks – Guitare, basse, batterie, Fender Rhodes
- James Gadson – Batterie sur Midnight Lady
- David Stout & The L.A. Horn Section – Cuivres
- Bobby Stern – Saxophone ténor, harmonica
- Joel Peskin – Saxophone alto & ténor
- Curt Sletten – Trompette
- Harry Kim – Trompette
- Alan Kaplan – Trombone
- McKinley T. Jackson – Arrangements des cuivres
- Harvey Fuqua – Chœurs sur Sexual Healing